# BAE Systems
La BAE Systems plc (BAE) è una società inglese del settore aerospaziale e della difesa con sede centrale Farnborough, attiva a livello mondiale, particolarmente nel nord America attraverso la sua sussidiaria BAE Systems Inc.

## Storia
BAE è la terza più grande impresa di difesa del mondo. La BAE Systems fu creata il 30 novembre 1999 a seguito della fusione di due società britanniche: la Marconi Electronic Systems (MES), sussidiaria per il settore elettronica per la difesa e costruzioni navali della General Electric Company (GEC), con la British Aerospace (BAe), costruttore di aerei, munizioni e sistemi navali, per un valore di 7,7 miliardi di sterline.
La BAE rappresenta il successore di molte società storiche del settore dell'elettronica per la difesa, incluso la Marconi Company la prima società commerciale impegnata nello sviluppo ed uso della radio; la Avro, una delle prime società di costruzioni aeronautiche del mondo; la de Havilland, costruttore del Comet, il primo jet di linea passeggeri; la British Aircraft Corporation, costruttore in società
del Concorde, primo aereo da trasporto supersonico e della Supermarine, il costruttore del famoso Spitfire.

## Attività
La società si è disimpegnata in modo crescente dalle attività in Europa, favorendo investimenti sempre maggiori negli Stati Uniti. Fin dalla formazione ha ceduto le sue azioni di Airbus, EADS Astrium, Alenia Marconi Systems (AMS) e Atlas Elektronik.
La BAE Systems partecipa a molti importanti progetti di difesa, incluso l'F-35 Lightning II, l'Eurofighter Typhoon, l'aeromobile a pilotaggio remoto BAE Mantis e la nuova Classe Queen Elizabeth di portaerei per la Royal Navy inglese.

## Controversie
La società è stata soggetta a critiche, sia in generale per le attività nel settore della vendita di armamenti, sia in particolare per le risultanze di pratiche immorali e corruzione, inclusa la vicenda del contratto Al Yamamah con l'Arabia Saudita, che ha consentito alla BAE e alle aziende che l'hanno preceduta guadagni per 43 miliardi di sterline in venti anni. In tali vicende fu coinvolto anche Mark Thatcher il figlio dell'allora Primo Ministro Margaret che firmò l'accordo.

## Cronologia
Cronologia delle compagnie aerospaziali britanniche dal 1955